# HD 85512 b
HD 85512 b ( ou Gliese 370 b) é um Planeta extra-solar que se encontra a aproximadamente 36 anos-luz de distância da Terra, na constelação de Vela. O planeta orbita a sua estrela a uma distância de 0.26 UA, ou seja 1/4 de distância da Terra em relação ao Sol, mas como a estrela é menor e mais fria que o sol então em termos relativos seria o equivalente a dizer que este planeta está para estrela mãe assim que Vênus está para o sol. O período orbital é de 54 dias. Está dentro da zona habitável da estrela, isso quer dizer que pode ter água no estado líquido, que é um fator essencial a vida. Outro detalhe importante que pode ajudar em relação a vida é que a órbita desse planeta é quase circular, o que faz com que a temperatura esteja em um nível estabilizado. HD 85512 b possui massa 3,6 vezes maior que a Terra. Pela massa deverá ser considerado um planeta rochoso. A temperatura do planeta pode ser quente e úmida variando dos 30 aos 50 graus e muita umidade. O planeta poderá ter uma atmosfera com vapor de água, dióxido de carbono, e nitrogênio. Se o planeta tiver uma atmosfera com nuvens, então é provável que tenha água no estado líquido na superfície do planeta. É o exoplaneta com menor massa já encontrado na zona habitável, e é, neste momento, o melhor candidato para ter vida (juntamente com Gliese 581 d).